# Achatocarpus pubescens
Achatocarpus pubescens es una especie de Magnoliopsida del género Achatocarpus, de la familia Achatocarpaceae, del orden Caryophyllales.

## Distribución
Achatocarpus pubescens se distribuye por Ecuador y Perú.

## Taxonomía
Fue descrita científicamente por Charles Henry Wright. Fue publicado por primera vez en Bulletin of Miscellaneous Information (Kew), en la página 6 (1906).